# Halipeurus placodus
Halipeurus placodus är en insektsart som beskrevs av Edwards 1961. Halipeurus placodus ingår i släktet Halipeurus och familjen fjäderlöss. Inga underarter finns listade i Catalogue of Life.